# Derek Stepan
Pour les articles homonymes, voir Stepan.
Derek Stepan (né le 18 juin 1990 à Hastings, État du Minnesota aux États-Unis) est un joueur professionnel américain de hockey sur glace.

## Carrière de joueur
Il commence sa carrière avec Shattuck-St. Mary's au Minnesota où il connait deux excellentes saisons avant de joindre les rangs universitaires. Il est repêché au deuxième tour par les Rangers de New York lors du Repêchage d'entrée dans la LNH 2008. Il s'aligne deux ans avec les Badgers du Wisconsin avant de signer un premier contrat professionnel avec les Rangers de New York. Avant de passer chez les professionnels en 2010-2011, il participe à la conquête de la médaille d'or par les États-Unis face au Canada lors du Championnat du monde junior de hockey.
Le 9 octobre 2010, il participe à sa première partie dans la Ligue nationale de hockey alors que les Rangers affrontent les Sabres de Buffalo. Il y marque trois buts devenant le premier joueur du club new-yorkais à réussir l'exploit à sa première partie en carrière dans la LNH ainsi que le quatrième de l'histoire de la Ligue. Précédemment seuls Alex Smart des Canadiens de Montréal en 1943, Réal Cloutier des Nordiques de Québec en 1979 et plus récemment Fabian Brunnström en 2008 avaient réussi un tour du chapeau à leur premier match en carrière dans la LNH.
Le 27 juillet 2015, il signe un contrat de six saisons avec les Rangers pour un salaire annuel de 6,5 millions de dollars.
Le 23 juin 2017, il est échangé aux Coyotes de l'Arizona avec Antti Raanta contre un choix de 1re ronde pour le repêchage de 2017 et du défenseur Anthony DeAngelo.
Après 3 saisons avec les Coyotes, il est échangé aux Sénateurs d'Ottawa en retour d'un choix de 2e tour (2021), le 26 décembre 2020.

## Statistiques

### En club
| Saison     | Équipe                    | Ligue      |     | Saison régulière | Saison régulière | Saison régulière | Saison régulière | Saison régulière |    | Séries éliminatoires | Séries éliminatoires | Séries éliminatoires | Séries éliminatoires | Séries éliminatoires |
| Saison     | Équipe                    | Ligue      | PJ  | B                | A                | Pts              | Pun              | PJ               | B  | A                    | Pts                  | Pun                  |                      |                      |
| 2006-2007  | Shattuck-St. Mary's       | HS         | 63  | 38               | 32               | 70               | 22               | -                | -  | -                    | -                    | -                    |                      |                      |
| 2007-2008  | Shattuck-St. Mary's       | HS         | 60  | 44               | 67               | 111              | 22               | -                | -  | -                    | -                    | -                    |                      |                      |
| 2008-2009  | Badgers du Wisconsin      | NCAA       | 40  | 9                | 24               | 33               | 6                | -                | -  | -                    | -                    | -                    |                      |                      |
| 2009-2010  | Badgers du Wisconsin      | NCAA       | 41  | 12               | 42               | 54               | 8                | -                | -  | -                    | -                    | -                    |                      |                      |
| 2010-2011  | Rangers de New York       | LNH        | 82  | 21               | 24               | 45               | 20               | 5                | 0  | 0                    | 0                    | 2                    |                      |                      |
| 2011-2012  | Rangers de New York       | LNH        | 82  | 17               | 34               | 51               | 22               | 20               | 1  | 8                    | 9                    | 4                    |                      |                      |
| 2012-2013  | KalPa Kuopio              | SM-liiga   | 12  | 2                | 2                | 4                | 0                | -                | -  | -                    | -                    | -                    |                      |                      |
| 2012-2013  | Rangers de New York       | LNH        | 48  | 18               | 26               | 44               | 12               | 12               | 4  | 1                    | 5                    | 2                    |                      |                      |
| 2013-2014  | Rangers de New York       | LNH        | 82  | 17               | 40               | 57               | 18               | 24               | 5  | 10                   | 15                   | 2                    |                      |                      |
| 2014-2015  | Rangers de New York       | LNH        | 68  | 16               | 39               | 55               | 22               | 19               | 5  | 7                    | 12                   | 10                   |                      |                      |
| 2015-2016  | Rangers de New York       | LNH        | 72  | 22               | 31               | 53               | 20               | 5                | 2  | 0                    | 2                    | 0                    |                      |                      |
| 2016-2017  | Rangers de New York       | LNH        | 81  | 17               | 38               | 55               | 16               | 12               | 2  | 4                    | 6                    | 4                    |                      |                      |
| 2017-2018  | Coyotes de l'Arizona      | LNH        | 82  | 14               | 42               | 56               | 26               | -                | -  | -                    | -                    | -                    |                      |                      |
| 2018-2019  | Coyotes de l'Arizona      | LNH        | 72  | 15               | 20               | 35               | 14               | -                | -  | -                    | -                    | -                    |                      |                      |
| 2019-2020  | Coyotes de l'Arizona      | LNH        | 70  | 10               | 18               | 28               | 16               | 9                | 1  | 4                    | 5                    | 6                    |                      |                      |
| 2020-2021  | Sénateurs d'Ottawa        | LNH        | 20  | 1                | 5                | 6                | 8                | -                | -  | -                    | -                    | -                    |                      |                      |
| 2021-2022  | Hurricanes de la Caroline | LNH        | 58  | 9                | 10               | 19               | 14               | 3                | 0  | 0                    | 0                    | 0                    |                      |                      |
| 2022-2023  | Hurricanes de la Caroline | LNH        | 73  | 5                | 6                | 11               | 8                | 11               | 0  | 1                    | 1                    | 2                    |                      |                      |
| Totaux LNH | Totaux LNH                | Totaux LNH | 890 | 182              | 333              | 515              | 216              | 120              | 20 | 35                   | 55                   | 32                   |                      |                      |

### En équipe nationale
| Année | Équipe         | Compétition                 |   | PJ | B  | A  | Pts | Pun | +/-           |  | Résultat |
| 2010  | États-Unis U20 | Championnat du monde junior | 7 | 4  | 10 | 14 | 4   | +9  | Médaille d'or |  |          |
| 2011  | États-Unis     | Championnat du monde        | 7 | 2  | 5  | 7  | 2   | -1  | 8e place      |  |          |
| 2014  | États-Unis     | Jeux olympiques             | 1 | 0  | 0  | 0  | 0   | 0   | 4e place      |  |          |
| 2016  | États-Unis     | Coupe du monde              | 3 | 0  | 1  | 1  | 0   | -4  | 7e place      |  |          |

## Trophées et honneurs personnels
- 2010 : nommé dans l'équipe d'étoiles du Championnat du monde junior de hockey sur glace

## Parenté dans le sport
- Fils de l'ancien joueur Brad Stepan